# Pioneer-Peaks-Nationalpark
Der Pioneer-Peaks-Nationalpark (englisch Pioneer Peaks National Park) ist ein 19 km² großer Nationalpark in Queensland, Australien.

## Lage
Er liegt am Bruce Highway, 32 km nordwestlich von Mackay und 87 km südlich von Airlie Beach. Im Nationalpark gibt es keine Straßen, Wanderwege oder sonstige Besuchereinrichtungen.
In der Nachbarschaft liegen die Nationalparks Newry Islands, Cape Hillsborough, Mount Martin, Reliance Creek und Mount Ossa.

## Geländeformen
Der höchste Gipfel im Park ist der 590 m hohe Mount Blackwood, niedriger sind Mount Jukes (547 m), Mount Adder (380 m) und Mount Mandurana (308 m). Alle sind vulkanischen Ursprungs und vor etwa 32 Millionen Jahren entstanden. Durch Erosion haben sich im Laufe der Zeit die steilen Gipfel herausgebildet.

## Flora und Fauna
Im Pioneer-Peaks-Nationalpark gibt es einige endemische Tiere wie etwa den Phyllurus isis aus der Familie der Geckos, der nur in den mit tropischem Regenwald bewachsenen Hängen des Mount Blackwood und des Mount Jukes vorkommt, oder Mixophyes fasciolatus aus der Familie der Australischen Südfrösche, ein Frosch der in Flussläufen brütet und sonst nur noch im Eungella-Nationalpark vorkommt. Auch die Gelbfuß-Beutelmaus, ein kleines, fleischfressendes Beuteltier, das seit 1995 nicht mehr in Zentral-Queensland gesichtet wurde, ist im Pioneer-Peaks-Nationalpark beheimatet.